# 易科罰金
易科罰金，又稱以錢代刑，是用繳納金錢的方式代替原宣告的刑期的制度，是從剝奪自由的刑罰變換為繳錢（罰金）的處分方式。目的是救濟短期自由刑之流弊。
在中華民國法律體系，依《中華民國刑法》第四十一條規定，犯最重本刑為五年以下有期徒刑之罪（如：竊盜罪、普通傷害罪），而受到六月以下有期徒刑或拘役之判決，且無「難收矯正之效」或「難以維持法秩序」者，可以用新臺幣1000元、2000元或3000元折算一日刑期；較嚴重的罪名（如誣告罪、偽證罪等），即使受到六月以下有期徒刑或拘役之判決，也不能易科罰金，僅剩易服社會勞動可用。
在澳門法律體系，根據《刑法典》第四十四條，若被判處不逾過半年徒刑，可以澳門幣五十元至一萬元折算一日刑期，以紓緩監獄人滿之患；惟此種做法引起澳門社會爭議。

## 外部連結
- 法學補給站 （页面存档备份，存于）